# Deer Park, Ohio
Deer Park là một thành phố thuộc quận Hamilton, tiểu bang Ohio, Hoa Kỳ. Năm 2010, dân số của thành phố này là 5736 người.

## Dân số
- Dân số năm 2000: 5982 người.
- Dân số năm 2010: 5736 người.